# René Bonino
René Joseph Bonino (ur. 14 stycznia 1930 w Saulieu, zm. 18 sierpnia 2016 w Autun) – francuski lekkoatleta specjalizujący się w krótkich biegach sprinterskich, dwukrotny uczestnik letnich igrzysk olimpijskich.

## Kariera sportowa
Pierwszy start na igrzyskach olimpijskich zanotował w Helsinkach w 1952. W biegu na 100 metrów odpadł w eliminacjach, natomiast wspólnie z Alainem Porthaultem, Étienne'em Ballym oraz Yves’em Camusem awansował do finału biegu sztafetowego 4 × 100 metrów, w którym reprezentacja Francji zajęła 5. miejsce.
Zdobył tytuł wicemistrzowski w biegu na 100 metrów na mistrzostwach Europy w 1954 w Bernie, przegrywając jedynie z Heinzem Füttererem z RFN, a wyprzedzając Brytyjczyka George’a Elisa, a sztafeta 4 × 100 metrów z jego udziałem odpadła w eliminacjach. Zajął 4. miejsce w biegu na 100 metrów na igrzyskach śródziemnomorskich w 1955 w Barcelonie. Na igrzyskach olimpijskich w 1956 w Melbourne odpadł w ćwierćfinale biegu na 100 metrów i półfinale sztafety 4 × 100 metrów.
Był mistrzem Francji w biegu na 100 metrów w 1951, 1952 i 1954, wicemistrzem na tym dystansie w 1953 i 1956 oraz brązowym medalistą w 1955.
24 sierpnia 1952 w Colombes wyrównał rekord Francji w biegu na 100 metrów czasem 10,5 s. Był to również najlepszy wynik w jego karierze. Dwukrotnie poprawiał rekord swego kraju w sztafecie 4 × 100 metrów do czasu 40,7 s, uzyskanego 13 października 1956 we Florencji.